# پروموس هتل
پروموس هتل (انگلیسی: Promus Hotel) شرکت مهمان‌نوازی آمریکایی است، که در سال ۱۹۹۴ تأسیس شد.